# Bredbøl
Bredbøl (tysk: Brebel) er en landsby beliggende ved Skovkæråen 3 km vest for Sønder Brarup i det sydøstlige Angel i Sydslesvig. Administrativt hører landsbyen under Sønder Brarup Kommune i Slesvig-Flensborg kreds i den nordtyske delstat Slesvig-Holsten. Indtil marts 2018 var byen en selvstændig kommune. Kommunen omfattende ud over Store og Lille Bredbøl også Bilvad Bro (Billwattbrück), Bredbølgaard (Brebelhof), Bredbølskov (Brebelholz), Bredbølmose (Brebelmoor), Bredbølskel (Brebelscheide), Løjtgade (Loitstraße) og Vinkelholm (Winkelholm). I kirkelig henseende hører landsbyen til Sønder Brarup Sogn. Sognet lå i Slis Herred (Gottorp Amt, Sønderjylland), da området tilhørte Danmark.
Bredbøl blev første gang nævnt i Kong Valdemars jordebog 1231 som Brethæbøl. Stednavnet er sammensat af brede og -bøl. Landbsyen bestod i 1900-tallet af 13 kådnersted, hvoraf 11 hørte under Tøstrupgård. I 1799 fik landsbyen en skole. I årene 1908 til 1969 var der et mejeri i Bredbøl. Landsbyen har udviklet sig til et næsten rent boligområde.